# Nicole Mikisch
Nicole Mikisch, geborene Nicole Leistenschneider (* 10. Mai 1967 in Toronto), ist eine ehemalige deutsche Leichtathletin.

## Leben
Sie nahm 1983 an den Junioreneuropameisterschaften teil und gewann mit der deutschen 4-mal-400-Meter-Staffel Bronze und wurde mit der 4-mal-100-Meter-Staffel Vierte. 1984 wurde Leistenschneider in der Halle Deutsche Jugendmeisterin über 400 Meter. Bei den Olympischen Spielen in Los Angeles wurde sie im Vorlauf der deutschen 4-mal-400-Meter-Staffel eingesetzt, die dann im Finale die Bronzemedaille gewann. Im Jahr darauf gewann sie sowohl in der Halle als auch im Freien den Deutschen Jugendmeistertitel über 400 Meter.
Bei den Junioreneuropameisterschaften 1985 gewann sie Gold mit der 4-mal-400-Meter-Staffel und Silber über 400 Meter. 1987 wurde sie Deutsche Juniorenmeisterin. 1989 ging sie zum SCC Berlin und gewann mit der 4-mal-400-Meter-Staffel (Astrid Ortel, Angela Wilhelm, Nicole Leistenschneider, Ines Conradi) den Deutschen Meistertitel. Dann wechselte sie auf die 800-Meter-Distanz und gewann mit der 3-mal-800-Meter-Staffel bei den Deutschen Meisterschaften 1990 (Ines Conradi, Angela Wilhelm, Nicole Leistenschneider) und 1991 (Katje Hoffmann, Carmen Wüstenhagen, Nicole Leistenschneider). 1992 wurde sie Deutsche Hochschulmeisterin über 800 Meter.
Leistenschneider startete für den VfR Frankenthal, die MTG Mannheim und den SCC Berlin. Sie heiratete 1993 den Hürdenläufer Sven-Teja Mikisch (* 1965).

## Persönliche Bestleistungen
- 100 Meter: 11,95 s, 5. Juni 1982 in Denzlingen
- 200 Meter: 24,06 s, 3. Juli 1983 in Ulm
- 400 Meter: 52,67 s, 14. Juni 1983 in Lage
- 800 Meter: 2:02,10 min, 21. Juni 1992 in München